# Lutz Radtke
Lutz Radtke (* 17. Mai 1962 in Köthen) war Fußballspieler beim Halleschen FC Chemie und beim FC Carl Zeiss Jena. Für beide Klubs spielte er in der DDR-Oberliga, der höchsten Spielklasse des DDR-Fußball-Verbandes. Radtke ist siebenfacher DDR-Juniorennationalspieler.

## Sportliche Laufbahn
Radtkes erste Sportgemeinschaft war die BSG Einheit Köthen. Als Schüler der Kinder- und Jugendsportschule Halle schloss sich Radtke mit 14 Jahren dem regionalen Fußballschwerpunkt Hallescher FC Chemie (HFC) an. Als Juniorenspieler war er für den HFC in der Nachwuchsoberliga aktiv.
1980 gehörte er zum Aufgebot der DDR-Juniorennationalteam, für die er in diesem Jahr sieben Länderspiele bestritt. Darunter waren alle drei Partien der ostdeutschen Auswahl im historisch letzten UEFA-Juniorenturnier. In allen Begegnungen wurde Radtke als rechter Verteidiger eingesetzt. Schon vor der inoffiziellen Europameisterschaft, die in der DDR ausgetragen wurde, hatte er schon sein erstes Punktspiel für die Hallenser DDR-Oberligamannschaft bestritten. In der Begegnung des 16. Oberligaspieltages am 8. März 1980 war der 17-Jährige in der 80. Minute eingewechselt worden.
Bis 1981 gehörte Radtke noch zum Kader der HFC-Nachwuchsmannschaft, absolvierte aber auch in der Saison 1980/81 bereits weitere zwölf Punktspiele für die erste Mannschaft. Dabei kristallisierte sich heraus, dass die rechte Abwehrseite künftig seine Stammposition sein würde. Auf den Status eines Stammspielers in der Ersten musste der inzwischen zum Instandhaltungsmechaniker ausgebildete Radtke jedoch noch mehrere Jahre warten, obwohl er zur Saison 1981/82 offiziell für die DDR-Oberliga nominiert wurde. 
Als der HFC 1984 absteigen musste, hatte der 1,75 Meter große Radtke seit seinem ersten Einsatz 1980 nur 48 von 115 ausgetragenen Oberligaspielen bestritten. In der DDR-Liga-Saison 1984/85 gelang es Radtke, sich unter dem neuen Trainer Olaf Keller einen Stammplatz in der ersten Mannschaft zu erobern. Neben Stürmer Uwe Machold war Radtke der einzige Spieler, der alle 34 Ligapunktspiele bestritt. Der HFC brauchte drei Spielzeiten, um in die Oberliga zurückzukehren. In  den 102 Punktspielen wurde Radtke 83-mal eingesetzt. Seine erfolgreichste Saison spielte er 1987/88. Nach dem Aufstieg behauptete er nun auch in der Oberliga seinen Stammplatz als rechter Verteidiger, bestritt erneut alle 26 Punktspiele und erzielte dabei vier Tore. Zudem wurde er für die DDR-Fußballolympiaauswahl nominiert, mit der er zwischen November 1987 und April 1988 drei Qualifikationsspiele für das olympische Fußballturnier in Seoul absolvierte. Die DDR-Auswahl scheiterte in der Qualifikation jedoch an Italien. Zwischen September 1988 und Oktober 1989 musste Radtke pausieren, kehrte danach aber wieder auf seine Stammposition zurück. 
Als nach der Wende von 1989 die starren Wechselbestimmungen des DDR-Fußballverbandes gelockert wurden, verließ Radtke nach 178 Punktspieleinsätzen den HFC und schloss sich zur Saison 1990/91 dem Oberligakonkurrenten FC Carl Zeiss Jena an. Die Jenaer planten Radtke als Ersatz für den ausgeschiedenen Ronald Szepanski. Der Neuzugang kam jedoch nur in den ersten fünf Oberligapunktspielen als Außenverteidiger zum Einsatz. Mit Abschluss der letzten DDR-Oberligasaison qualifizierte sich der FC Carl Zeiss für die 2. Bundesliga. Radtke gehörte zwar noch zum Aufgebot, kam aber nicht mehr zum Einsatz. Im Sommer 1992 beendete er seine Laufbahn als Leistungsfußballspieler. 